# O.tel.o communications
Die o.tel.o communications GmbH & Co. war ein 1997 im Zuge der Liberalisierung des Telekommunikationsmarktes gegründeter deutscher Telekommunikationsanbieter. Das Unternehmen wurde am 1. April 1999 vom Mannesmann Konzern übernommen, der die Geschäftstätigkeit in das eigene Unternehmen integrierte und die Tochtergesellschaft O.tel.o im Jahr 2001 auflöste. Das O.tel.o-Logo blieb jedoch markenrechtlich bestehen und wird in veränderter Form von Vodafone als otelo genutzt.

## Geschichte
Das Unternehmen wurde 1997 durch Verschmelzung von Vebacom und RWE Telliance gegründet. Neben Viag Interkom und Arcor galt Otelo zunächst als einer der drei potentiellen Hauptkonkurrenten der Deutschen Telekom für Festnetztelefonie nach der Liberalisierung und Deregulierung des deutschen Telekommunikationsmarktes. Anteilseigner waren die RWE mit 37,5 %, die Veba mit 40,0 % und eine Treuhänderische Verwaltung durch Lehman Brothers mit 22,5 %. Otelo selbst war mit 60,25 % an E-Plus beteiligt. Daneben wollten sich RWE und Veba auf das vermeintlich profitablere Geschäft mit dem Mobilfunk bei E-Plus konzentrieren. Otelo hatte in den ersten drei Jahren einen Verlust von 5,8 Milliarden DM angehäuft.
Bereits zwei Jahre nach der Gründung wurde Otelo am 1. April 1999 für 2,25 Milliarden DM (ca. 1,15 Milliarden Euro) von Mannesmann übernommen. Mannesmann verfolgte die Zwei-Marken-Strategie, da Arcor nicht die Ziele erfüllte, die Mannesmann sich gesetzt hatte. Otelo war der private Anbieter, der die erste Million an Privatkunden im Sprachbereich erreichte, was als Erfolg gesehen wurde und die Marktstrategie bestätigte. O.tel.o hatte zahlreiche Großkunden (Banken, Facility, Chemie) in ihren Datennetzen, was als lukratives Geschäftsfeld galt. Arcor dagegen entstand aus der Deutschen Bahn und hatte dort großteilig seine Kundschaft.
2000 wurde Mannesmann durch die Vodafone übernommen, wobei die Herren von der Vodafone ihren Blick und Kontakt nur mit der Arcor suchten, da schon eine Nähe im Mannesmann Konzern bestand. Arcor hat dann die nächsten 2 Jahre den Fokus der o.tel.o auf die Transportnetze(Glasfasernetze) gesetzt und hat alle lukrativen Geschäfts- und Privatkunden aus den Sprach- und Daten-Netzen nach Arcor migriert. 2001 hieß es dann von Arcor Seite, man könne sich nicht 2 Network Management Standorte Leisten und hat die Marke o.tel.o aufgelöst. Einigen Mitarbeitern wurde ein Vertrag und Umzug von Köln nach Frankfurt angeboten. Der Großteil der Mitarbeiter hat jedoch das Unternehmen mit einer Abfindung verlassen.
Arcor nutzte den Namen O.tel.o noch bis November 2001. Die restlichen ehemaligen Otelo-Kunden wurden in den eigenen Geschäftsbetrieb übernommen und erhielten seither die Rechnungen unter der Firmierung Arcor, die Firma Otelo war damit vom Markt verschwunden.
Die Marke otelo wurde auch nach Untergang des Unternehmens durch Arcor aufrechterhalten, wurde aber nach 2001 mit Unterbrechungen mehrere Jahre nicht mehr genutzt. Die Rechte gingen mit Arcor schließlich an Vodafone über, die sie ab 2010 erneut nutzte, um Discount-Mobilfunktarife anzubieten.

## Produkte
o.tel.o hatte jahrelang schon durch die Vorgängerfirmen verschiedene Datendienste und -netze betrieben. Diese Netze, basierend auf X.25, FrameRelay, ATM and SDH dienten vornehmlich der Vernetzung innerhalb der jeweiligen Firmenstandorte. Bedingt durch die Größe der jeweiligen Anteilseigner wie Veba, RWE und deren Tochterunternehmen waren diese Netze schon beachtlich. Aber nicht nur „interne“ Kunden wurden betreut. Der Kostenvorteil für die Kunden ergab sich im Gegensatz zum Betrieb eines eigenen Datennetzes durch das Sharing des Backbones.
Das erste marktreife Produkt von Otelo für Privatkunden war Mitte 1997 die Callingcard mit der Bezeichnung o.tel.o card, mit der über eine kostenfreie 0800er Nummer besonders ins Ausland verbilligt telefoniert werden konnte. Otelo bot ab April 1998, vier Monate nach der Marktöffnung, Call-by-Call und Preselection an.
Die Netzbetreibervorwahl für Otelo lautete 01011. Unter dieser Vorwahl wurden noch bis Juni 2006 Gespräche von Arcor abgewickelt. Seit dem 1. Juli 2006 wird die Vorwahl 01011 von der Steinhagener Paixas GmbH genutzt.
Als einer der ersten deutschen Netzbetreiber war Otelo in der Lage einen ISDN-Anschluss alternativ zur Telekom anzubieten.
Noch im Oktober 2000 wurde unter dem Namen o.tel.o mobil ein Mobilfunktarif und ein Konvergenzprodukt aus Festnetz und Mobilfunk mit dem Namen O.tel.o take 2 angeboten. Netzpartner beider Produkte war D2 Privat/Vodafone.

### Technik
Otelo besaß 1999 Rechte an 11.000 km Glasfaserkabel, die mit an Arcor übergingen.
Ein technisches Problem aller neuen Alternativanbieter zur Telekom war die Tatsache, dass die Teilnehmeranschlussleitung von der Vermittlungsstelle zum Endkunden, die sogenannte „letzte Meile“, zwar flächendeckend vorhanden war, aber im Eigentum der Telekom stand. Ein konkurrierender Neubau hätte sich wirtschaftlich nicht gelohnt. Um diese letzte Meile dennoch zu überbrücken, nutzte Otelo nach eigenen Angaben folgende Techniken:
- konventionelle Richtfunktechnik,
- ATM-Richtfunkübertragung,
- Wireless-Local-Loop via CDMA und DECT,
- Kabel-TV-Infrastruktur und Fernseh-Breitbandkabel.

### Services
- Kostenlose Servicenummer: o.tel.o 0800 contact: Jeder Otelo-Preselection- und ISDN-Kunde erhielt auf Wunsch eine kostenlose 0800-Rufnummer. Diese o.tel.o-0800-contact-Nummer konnten Familien oder kleinere Unternehmen an einen von ihnen ausgewählten Anruferkreis, beispielsweise an die eigenen Kinder oder ihre Mitarbeiter, weitergeben. Für die Anrufer war das Gespräch damit kostenlos, der Angerufene übernahm die Gesprächsentgelte, die ähnlich aufgebaut waren wie die Otelo-Preselectiontarife.
- Werbefinanzierte Telefonie („Gratistelefon“)
- Telefonkonferenz ohne Anmeldung: o.tel.o Telefonkonferenz bot spontane Telefonkonferenzen mit bis zu 15 Teilnehmern.
- o.tel.o internet for free: Unternehmen hatten mit o.tel.o internet for free die Möglichkeit, ihren Kunden einen kostenlosen Zugang zu ihrer Website anzubieten. Die Kunden konnten damit ohne Zeit- und Kostendruck beispielsweise das Shopping-Angebot des Unternehmens nutzen und in Ruhe auswählen.
- Internet und Telefonie via Coax-Breitbandkabel, Projekt Infocity-NRW
- Ab 1. Juni 2001 hatte Otelo Flatrates angeboten: den breitbandigen Internet-Zugang Otelo DSL-Flat und die ISDN-Flatrate Otelo flat.

## Sponsor im Fußball
Von 1997 bis 2000 war Otelo Hauptsponsor des Bundesligisten SV Werder Bremen. In der Saison 2000/01 war Otelo Hauptsponsor des Hauptstadtclubs Hertha BSC.